# ARA Nueve de Julio (1893)
«Нуеве де Хуліо» (ісп. ARA Nueve de Julio) — бронепалубний крейсер військово-морських сил Аргентини кінця XIX століття.

## Історія створення
Бронепалубний крейсер «Нуеве де Хуліо» був покращеним варіантом крейсера «Вейнтісінко де Майо». Він був закладений у лютому 1891 року на верфі фірми у місті Ньюкасл-апон-Тайн. Спущений на воду 26 липня 1892 року, вступив у стрій у 27 січня 1893 року.
Свою назву «Нуеве де Хуліо» («9 липня») отримав на честь дати проголошення Декларації незалежності Аргентини.

## Конструкція
«Нуеве де Хуліо» на відміну від свого попередника мав скорострільну артилерію. Дві 152-мм гармати розміщувались в носовій та кормовій частинах корабля, ще дві у носових спонсонах. Калібр торпедних апаратів був збільшений з 256 мм до 457 мм.
Корпус мав подвійне дно (крім машинного та котельного відділень), обшитий тиком та мідними листами.
На ходових випробуваннях, проведених фірмою «Armstrong Whitworth», крейсер досягнув швидкості 21,98 вузол при потужності 8878 к.с., а при потужності 14 185 л.с. швидкість становила 22,74 вузли.

## Історія служби
Після вступу у стрій крейсер вирушив з Англії до Нью-Йорка, де взяв участь у святкуваннях 400-ї річниці відкриття Америки. Після прибуття до Аргентини він у 1894 році разом з крейсерами «Патагонія» та «Вейнтісінко де Майо» був зарахований до другого Дивізіону.
Після морського параду 14 жовтня Китай, який вів війну з Японією і після поразки у битві при Ялу втратив контроль над морем, запропонував Аргентині викупити крейсери «Нуеве де Хуліо», «Вейнтісінко де Майо» та броненосець «Альміранте Браун». Китай був готовий заплатити повну вартість кораблів і ще 200 000 ф.с. додатково. Але уряд Аргентини через напруженість у стосунках з Чилі та бажання зберегти хороші стосунки з Японією, відхилив цю пропозицію.
Протягом наступних років крейсер здійснив візити у Монтевідео, Ріо-де-Жанейро, брав участь у морських навчаннях.
З 1906 року крейсер використовувався як навчальний корабель. Але вже у 1909 році з повним озброєнням взяв участь у чергових маневрах флоту, а наступного року у святкуванні 100-річчя незалежності Аргентини.
. 
В 1911 році крейсер здійснив протокольні візити до Монтевідео та Ріо-де-Жанейро. З 1913 року він використовувався для підготовки команди для нового лінкора «Рівадавія».
Під час Першої світової війни здійснював патрулювання у Південній Атлантиці.
У 1919 році крейсер брав участь у подіях Трагічного тижня. З 1920 року крейсер використовувався як навчальний корабель. Корабель не мав командира, і здебільшого використовувався як плавуча казарма. 23 жовтня 1930 року корабель був виключений зі складу флоту і утилізований у 1938 році.